# Ceratonereis tentaculata
Ceratonereis tentaculata är en ringmaskart som beskrevs av Johan Gustaf Hjalmar Kinberg 1866. Ceratonereis tentaculata ingår i släktet Ceratonereis och familjen Nereididae. Inga underarter finns listade i Catalogue of Life.